# Titanijeve legure
Titanijeve legure su vrlo čvrste, imaju malu gustoću, otporne su na koroziju i kompatibilne su s novim kompozitnim materijalima. Nedostatak je njihova uvijek visoka cijena (10 - 20 puta viša u odnosu na aluminij) i, nešto manje, što nisu pogodne za visokotemperaturne namjene. Zbog svega navedenog najviše se koriste (do 99%) u zrakoplovnoj industriji i proizvodnji različitih projektila. Superiornije su od nekih novih kompozitnih materijala, jer ravnomjerno i izotropno raspodjeljuju naprezanja. Osim navedenog, koriste se za izradu lopatica kompresora i dijelove mlaznih motora, za dijelove autoklava za izradu izmjenjivača topline. Zbog otpornosti na djelovanje morske vode, sve se više primjenjuju u brodogradnji, prvenstveno za vojne brodove i podmornice.
Od titanijevih legura se izrađuju lopatice kompresora, mlaznice, glavine, kućišta motora i dr., ali i visokoopterećeni dijelovi drugih letjelica primjerice helikoptera. Upotrebljavaju se za dijelove motora i elemente konstrukcija izložene povišenim eksploatacijskim temperaturama do maksimalno 550 °C. Materijali na bazi titanija s vlačnom čvrstoćom do 1200 N/mm2 podesni su za izradu velikog broja raznih dijelova od malih zatezača, koji teže svega nekoliko grama, pa sve do nosača krila koji teže do tonu. Zahvaljujući osnovnim prednostima, maloj masi u kombinaciji s izuzetnom pouzdanošću i korozijskom postojanošću, ovi se materijali danas rabe u izradi primarnih konstrukcijskih elemenata kao što je trup vojnih i putničkih zrakoplova. Uporaba titanovih legura u zrakoplovnoj industriji svakim danom je sve veća. Primjerice kod Boeinga 777 ovi su materijali zastupljeni s oko 10 % mase zrakoplovne konstrukcije. Zrakoplov Blackbird je bio prvi avion u cijelosti načinjen od titanijevih legura. Krila i trup ovog zrakoplova prekriveni su oplatom u potpunosti izvedenom od lakih i čvrstih titanijevih legura.
Materijali na bazi titanija teško su obradljivi odvajanjem čestica, jer su vrlo žilavi, a javlja se i opasnost od zapaljenja strugotine. Zbog kristalne građe ograničeno su hladno oblikovljivi i bolje toplo oblikovljivi. Sve vrste legura su dobro zavarljive u zaštitnoj atmosferi ili u vakuumu. Proizvodni troškovi i naročito troškovi prerade danas su još uvijek vrlo visoki, što u velikoj mjeri određuje primjenu.

## Upotreba titanija
Čisti titanij je sjajan, bijel metal koji se javlja u dvije alotropske modifikacije: alfa-titanij guste heksagonske kristalne strukture koji pri temperaturi 880 °C polako prelazi u beta-titanij s prostorno centriranom kubičnom strukturom. Titanij se odlikuje malom gustoćom (upola manjom od čelika), visokim talištem, niskim toplinskim keficijentom rastezanja, te otpornošću prema koroziji i djelovanju morske vode zbog čega se upotrebljava za izradu dijelova brodova i zrakoplova. Na nižim temperaturama dosta je krhak, a zagrijan dade se kovati i to samo ako u njemu nema kisika. Dobar je vodič električne struje. Otporan je prema hladnim kiselinama (osim fluorovodične), prema hladnim i zagrijanim otopinama lužina i zlatotopcima. S kisikom reagira tek zagrijan do crvenog žara, a s klorom pri temperaturi 550 °C. Titanij je jedini element koji može izgarati u dušiku.

## Vrste titanijevih legura
Titanijeve legure dijele se prema mikrostrukturi koja je stabilna na sobnoj temperaturi na α, β i (α + β) legure. Glavni stabilizatori α faze su ugljik, kisik, dušik, aluminij i kositar, elementi koji pomiču α/β prekristalizaciju u područje viših temperatura. β stabilizatori kao krom, nikal, mangan, molibden, željezo, tantal i vanadij snizuju temperaturu α/β transformacije i time stabiliziraju β fazu pri nižim temperaturama. Većina α legura sadrži i minimalni udjel β faze kao rezultat prisutnosti željeza, a ponekad i β stabilizatora koji se dodaju zbog povećanja obradivosti (npr. molibden i vanadij u leguri TiAl8Mo1V1). α + β legure koje sadrže α fazu, te sačuvanu ili transformiranu β fazu predstavljaju kompromis između monofaznih α i β legura. Toplinski su očvrstljive i oblikovljive deformiranjem, a mogu se i zavarivati, iako se pri tom mogu javiti određene poteškoće.

### Alfa titanijeve legure
Alfa titanijeve legure ili α legure koje sadrže aluminij, kositar i cirkonij prikladne su za uporabu pri povišenim temperaturama od 370 do 550 °C. Ove su legure otpornije puzanju pri višim temperaturama nego α + β i β legure, jer su manje osjetljive na djelovanje kisika, dušika i ugljika, elemenata koji uzrokuju krhkost. Brzina difuzije ovih elemenata znatno je manja u odnosu na legure s kubičnom prostorno centriranom kristalnom strukturom, što daje prednost α legurama kod eksploatacije pri višim temperaturama.Za razliku od α + β i β legura, ove se legure ne mogu očvrsnuti postupkom toplinske obrade, unatoč postojanju α/β prekristalizacije koja se odvija smicanjem, nalik formiranju martenzita kod čelika. α legure su općenito dobro zavarljive. Heksagonalna gusto slagana struktura jamči dobru žilavost i čvrstoću i pri sniženim temperaturama, ali su to ujedno relativno slabo hladno oblikovljive legure. Otpornost na oksidaciju i koroziju jednaka je kao kod β i α + β legura. Ovu grupu titanijevih materijala čine legure s aluminijem kao glavnom primjesom, te kositrom. Najčešća je legura TiAl5Sn2,5 koja se već dugi niz godina uspješno koristi u zrakoplovnoj industriji. Glavna su joj obilježja: oksidacijska i korozijska postojanost i odlična svojstva pri niskim temperaturama. Koristi se u kovanom i lijevanom stanju za dijelove zrakoplova i svemirskih letjelica. α legure koje sadrže mali dodatak β stabilizatora (npr. TiAl8Mo1V1, TiAl6Nb2Ta1Mo0,8) ponekad se određuju kao približno α legure. Iako sadrže zaostalu β fazu većinom su α fazne strukture i više se ponašaju kao α nego α + β legure. Ostale α i približno α legure, razvijene za dijelove motora, imaju dobru kombinaciju vlačne čvrstoće i granice puzanja na temperaturama od 370 °C do 550 °C, kao i zadovoljavajuću žilavost i dinamičku izdržljivost. To su npr. legure TiAl7Zr12, TiAl5Sn5Zr5 i TiAl7Nb2Ta1.

### Alfa + beta titanijeve legure
Alfa + beta titanijeve legure ili α + β legure sadrže jednu ili više α stabilizirajućih primjesa, te jedan ili više β stabilizatora. U rastvorno žarenom stanju ove legure sadrže veći udio β faze nego približno α legure. Udio β faze ovisi o količini β stabilizirajućih legirnih elemenata i toplinskoj obradi. α + β legure se mogu očvrsnuti postupkom homogenizacijskog žarenja i dozrijevanja. Rastvorno žarenje se provodi pri visokoj temperaturi u dvofaznom α + β području u blizini temperature α/β prekristalizacije pri čemu je udjel β faze velik, a α faze malen. Homogenizacijsko žarenje popraćeno je gašenjem u vodi, ulju ili nekom drugom prikladnom sredstvu za gašenje. β faza koja je prisutna na temperaturi rastvornog žarenja gašenjem se može očuvati sve do okolišne temperature ili može nastupiti djelomična ili potpuna transformacija u martenzitnu (igličastu) α' fazu. Martenzitna pretvorba javlja se kod legura s masenim udjelom legirnog elementa B ispod kritičnog(Ck).

### Beta titanijeve legure
Beta titanijeve legure ili β legure su bogatije β stabilizirajućim primjesama i oskudnije α stabilizatorima u usporedbi s α + β legurama. To su visoko prokaljive legure s potpuno β faznom mikrostrukturom nakon rastvornog žarenja i gašenja. Unatoč svome nazivu, β legure su metastabilne jer pri okolišnoj ili malo povišenoj temperaturi može doći do djelomične transformacije β faze u α fazu. β legure mogu postići visoku čvrstoću toplinskom obradom, osobito u hladno očvrsnutom stanju. U svrhu toplinskog očvrsnuća ove se legure rastvorno žare i dozrijevaju na temperaturama 450 do 650 °C, pri čemu čestice α faze precipitiraju u β matrici. Time se postižu iznosi čvrstoće usporedivi ili bolji od α + β legura, što osigurava vrlo povoljnu specifičnu čvrstoću unatoč nešto višoj gustoći ove skupine titanovih legura. Glavni nedostatak β legura u odnosu na α + β legure je spomenuta gustoća, koja je povišena zbog dodatka kroma i vanadija, teških metala više gustoće, koji se dodaju radi stabilizacije β faze pri okolišnoj temperature, te općenito slabija otpornost puzanju i niža žilavost zbog kubično prostorno centrirane kristalne strukture. Iako je žilavost niža, lomna žilavost precipitacijski očvrsnutih β legura u pravilu je viša od precipitacijski očvrsnutih α + β legura usporedive vlačne čvrstoće. U rastvorno žarenom stanju (100 % β) β legure imaju dobru duktilnost i žilavost, relativno nisku čvrstoću i izvrsnu sposobnost hladnog oblikovanja. Budući da rastvorno žarene legure započinju precipitirati α fazu pri malo povišenim temperaturama, ove su legure neprikladne za primjene pri povišenim temperaturama bez prethodne stabilizacije. Do temperature 300 °C, β legure zadržavaju još uvijek znatan dio čvrstoće, koju su imale na sobnoj temperaturi, ali duljim izlaganjem iznad 320 °C one postupno gube stabilnost.
Osnovne prednosti β legura su: visoka prokaljivost, izvrsna kovljivost i sposobnost hladnog valjanja u rastvorno žarenom stanju, te zavarljivost. Najčešća β legura je TiV13Cr11Al3, s visokom čvrstoćom u toplinski očvrsnutom stanju. Razvijen je i niz drugih β legura s povećanom postojanošću pri višim temperaturama (TiV8Fe5Al1) i povećanom otpornošću na napetosnu koroziju (TiMo12Sn6). U posljednje vrijeme razvijene su i nove legure za posebne namjene u zrakoplovnoj industriji i svemirskoj tehnici kao npr. TiV10Fe2Al3, TiAl3V8Cr6Zr4Mo4, TiMo15Nb3Al3Si.

## Postupci prerade
Postupcima prerade kao što su kovanje, ekstruzija, hladno i toplo oblikovanje, obrada odvajanjem čestica, valjanje i zavarivanje, poluproizvodi od titanija oblika žice, cijevi i ploča oblikuju se u gotove proizvode. Navedeni postupci mogu znatno utjecati na svojstva materijala, bilo samostalno ili u kombinaciji s drugim tehnološkim obradama.

### Kovanje
Kovanje je najčešći tehnološki postupak prerade titanijevih legura. Njime se postiže kombinacija mehaničkih svojstava, koju nije moguće postići primarnom preradom, oblikovanjem ingota u poluproizvod. Kovanjem se povisuje vlačna čvrstoća, otpornost na puzanje, dinamička izdržljivost i žilavost. U kombinaciji s toplinskom obradom, može se regulirati mikrostruktura i mehanička svojstva gotovog proizvoda.

### Ekstruzija
Tehnološki postupak ekstruzije koristi se pri proizvodnji dugačkih dijelova konstantnog presjeka. Sam postupak ekstruzije odvija se na temperaturama višim od temperature β/α transformacije, pa se ovime postiže potpuno transformirana β faza, čime se svojstva gotovih ekstrudiranih proizvoda razlikuju od drugih preradbenih postupaka.

### Toplo i hladno oblikovanje
Sposobnost hladnog oblikovanja titanijevih materijala ograničena je radi heksagonalne strukture kristalne rešetke i ako su potrebni veći stupnjevi deformacija, nužna su i česta međužarenja. Hladnim se deformiranjem u pravilu povisuje čvrstoća i granica razvlačenja, a neznatno snižava žilavost. Pri povišenim temperaturama ovi se materijali dobro oblikuju zahvaljujući kubičnoj prostorno centriranoj kristalnoj strukturi. Oblikovanjem u području temperatura od 595 do 815 °C, olakšava se deformacija materijala uz istovremeno uklanjanje naprezanja zaostalih u materijalu. Radi velikog afiniteta titanija prema kisiku, vodiku, dušiku i ugljiku, temperatura oblikovanja ne smije prijeći 950 °C. U odnosu na deformiranje u hladnom stanju, toplo oblikovanje ima značajno manji utjecaj na svojstva gotovog proizvoda.

### Obrada odvajanjem čestica
Žilavi titanijevi materijali teško su obradljivi odvajanjem čestica i zahtijevaju veće sile rezanja nego čelik. Posebno su teško obradljive β legure titana. Kod velikih brzina rezanja javlja se opasnost od zapaljenja strugotine.

### Zavarivanje
Kvaliteta zavarenog spoja ovisi o sastavu materijala, postupku zavarivanja i toplinskoj obradi. Zavarivanjem se općenito povisuje tvrdoća i čvrstoća, a smanjuje žilavost. Žilavost zavarenog spoja naknadno se može poboljšati toplinskom obradom, žarenjem pri visokoj temperaturi i sporim ohlađivanjem. Titanij i njegove legure mogu se zavarivati TIG postupkom koji se koristi za tanje stjenke, te MIG postupkom za deblje stjenke. Osim toga zavarljive su elektronskim snopom i laserom.
Zavarivanje mora biti strogo kontrolirano da bi se izbjegle uključine kisika, vodika i dušika, koje mogu dovesti do stvaranja krhkih faza. Stoga se zaštita provodi inertnim plinovima, argonom ili helijem, odnosno u vakuumu, kod zavarivanja elektronskim snopom. Zavar mora ostati pod zaštitom sve do potpunog hlađenja. Kvaliteta zavara jednostavno se kontrolira mjerenjem tvrdoće, jer svako povećanje udjela kisika ili dušika uzrokuje porast tvrdoće.

### Metalurgija praha
Metalurgija praha ili PM (eng. Powder Metallurgy) omogućuje proizvodnju titanijevih legura u obliku praha, te oblikovanje dijelova iz takvih prahova postupkom sinteriranja (srašćivanja). Sve je veći značaj titanijevih legura proizvedenih PM tehnologijom, uz primjenu hladnog ili toplog izostatičkog prešanja. Često je njihova prednost pred otkivcima u točnosti dimenzija i manjim proizvodnim troškovima. Dijelovi oblikovani metalurgijom praha imaju jednaka ili bolja svojstva od klasičnih preradbenih postupaka. Prahovi, pogotovo fini, zahtijevaju vrlo brižljivo rukovanje zbog velike sklonosti prema kisiku, koji nepovoljno utječe na svojstva proizvoda. TiAl6V4 legura proizvedena miješanjem elementarnih prahova rabi se u zrakoplovnoj industriji, za dijelove letjelica kao što su aksijalni rotor i lopatice kompresora.

### Lijevanje
Glavni razlog primjene lijevanja titanijevih legura naspram kovanja je veća isplativost bilo kroz povećanu konstrukcijsku fleksibilnost, bolju iskoristivost materijala ili manje troškove obrade. Lijevane titanijeve legure imaju sličan kemijski sastav kao i kovane, jer ne postoje komercijalno razvijene legure posebno namijenjene lijevanju. Dominantna lijevana legura je TiAl6V4. Mogu se lijevati i druge α + β legure poput TiAl6V6Sn2 i TiAl6Sn2Zr4Mo6. Odljevci se također izrađuju od α legura: TiAl5Sn2,5, TiAl6Sn2Zr4Mo2, te β legura: TiAl3V8Cr6Zr4Mo4, TiV15Cr3Al3Sn3. Odljevci od titanija imaju jednaku ili gotovo jednaku čvrstoću kao i kovani dijelovi istog kemijskog sastava, dok im je žilavost niža. Lijevane titanove legure uglavnom se primjenjuju za dijelove složenog oblika. Međutim, proizvodnja odljevaka još je uvijek mala, te oni čine svega 1 do 2 % ukupne količine gotovih proizvoda.